# 南侨机工
南洋華僑司機和技工（简称南侨机工）是指抗日战争期间，从南洋回中華民國参加运输工作的爱国华侨。1939年至1942年间，约有3,200多名主要为华侨（其中含18名巫裔及54名印裔人士參與，個中包含30名錫克人）的汽车驾驶员和汽車修理技术工人参加了南侨总会组织的“南洋华侨回国机工服务团”，补充了中国境內紧缺的卡车司机，为保障滇缅公路的国际运输线做出了贡献。其中，有千餘名机工牺牲。据统计，滇缅公路上超过三分之一的运输车量是由南侨机工驾驶的。

## 历史
1937年抗日战争全面爆发，南洋华侨纷纷展开抵制日货、为抗日活动募款等爱国活动。基于中国当时主要的交通运输线、工业和港口均已落入日军手中，为了运送在国外购买和国际援助的战略物资，当时的国民政府乃紧急建滇缅公路。广州失守后，滞留在香港的两万多吨军火，必须转从新建的滇缅公路运入。为保证滇缅公路能够畅通无阻，国民政府军事委员会在昆明设立了西南运输公司，并在马來亚的新加坡和缅甸仰光设立办事处，负责把军火物资从香港经新加坡移囤仰光，然后从滇缅公路运入昆明。 
滇缅公路山路险峻，因此运输物资非有熟练机工不能胜任，著名商人陈嘉庚领导的南洋华侨筹赈祖国难民总会（简称南侨总会）于是在新加坡号召南洋青年参加“南洋华侨机工回国服务团”，通过滇缅公路，运送战争物资前往中国，在后方支援中华民国国军的抗日行动。总会共召集了约3,200人，其中还包括一些非华族人士，还有四名女性，齐集新加坡，分成九批出发前往滇缅公路工作。莲山双林禅寺主持普亮法师支持南侨总会，将寺院空地用作南侨机工的训练营地。头几批的技工留宿在同济医院内，之后南天大酒楼义务提供住宿。第一批应招的是由80人组成的“南侨机工八十先锋队”于1939年2月18日由新加坡出发，其中32来自新加坡，48为来自柔佛峇株巴辖。第一批抵达中国的南侨机工则是搭乘法国邮轮“满江红”号到越南海防登陆，转乘滇越铁路火车抵达昆明，然后到了西南运输公司训练所。此后，半年内有15批机工相继回到中国参加抗日。
南侨机工有力的支援中国抗日战争的初期，日军为切断这条中国对外唯一的交通大动脉，派出大批飞机对滇缅公路特别是怒江上的惠通桥和澜沧江上的功果桥进行狂轰滥炸，有数百骁勇顽强的南侨机工被日机炸死。1941年1月23日，功果桥（今功果桥镇附近）被日机炸断，日本宣称滇缅公路已断，三个月内无通车希望。然而，南侨机工却从附近仓库中拿来近百个汽油桶和木板，仅10个小时就用钢索扎起长达300米的大浮桥，冒着巨大的风险把满载军火物资的车队开过江去，保证了这条抗日大动脉的畅通无阻。 1942年2月，蒋介石派出了精锐部队，组成了抗战历史上著名的“远征军”入缅作战。此时南侨机工不仅要抢运抗战物资，又担负起运送10万中国远征军入缅的任务。从1942年3月到4月，远征军先后在同古、仁安羌、腊戍等地同日军作战，解救出被日军包围的7,000多英军。日军占领缅甸后，又将滞留当地的技工杀害不少。普亮法师在日军攻陷新加坡不久后也因大检证而在樟宜海边遭到杀害。南侨总会也从此停止活动。
经过八年艰苦抗战，1945年8月15日日本宣布投降。期间共有约1,028名技工在公路上因疟疾、轰炸以及山路险峻而殉职。南侨机工的档案丢失，复员工作遇到难题。陈嘉庚与当局交涉，亲自致函国民政府，敦促为南侨机工返回提供必要的帮助和方便。经过努力，南侨机工得以复员。首批机工和眷属421人，于1946年10月26日由昆明经广州出境；第二批156人和第三批306人，分别于11月15日和29日回到南洋与阔别多年的亲人团聚。最后总共有1,126名机工回返南洋，1,072人滞留云南。1949年中華人民共和国成立后，留在国内的不少南侨机工失业问题仍未解决，他们联名写信向陈嘉庚反映。陈嘉庚收到信立即向云南省提出：任何单位需要司机，首先要录用南侨机工。1955年，陈嘉庚曾两次前往探视在云南安家的南侨机工。滞留中国的机工在文化大革命期间遭到迫害，理由是他们有资本主义背景，同时在抗战时资助的是国民革命軍。
1955年6月，在南侨机工复员十年后，新加坡华社的一些有识之士曾倡议筹建南侨机工纪念碑的设想，但因党派立场不同及时代因素，最终不了了之。1986年11月，新加坡的南洋学会在李氏基金的资助下组织了“新加坡南洋华侨机工访问团”重走滇缅公路，在昆明会见当年留在云南的部分机工，并撰写《考察滇缅公路报告书》。

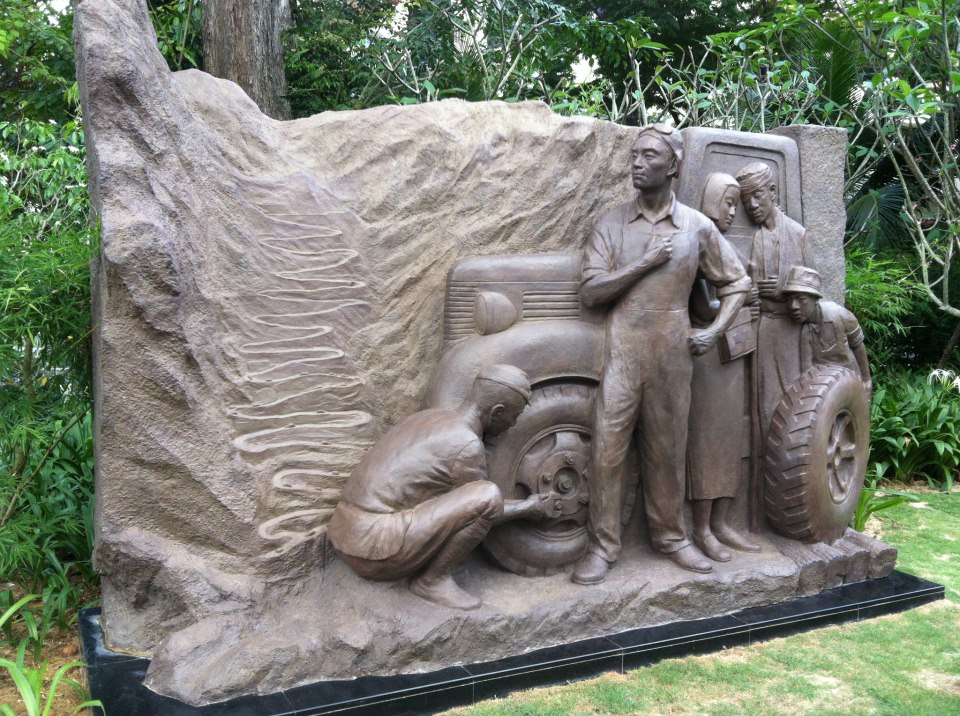
“南侨机工纪念雕塑”，位于新加坡大人路晚晴园内，立于2013年3月4日。雕塑家陈连山。

槟榔屿筹赈会立“槟榔屿华侨抗战殉职机工罹难同胞纪念碑”，位于升旗山与鹤山交界的山坡上

## 各地纪念場所[7]

### 紀念碑
马来西亚
- 1947年——吉隆坡广东义山亭“雪兰莪华侨机工回国抗战殉难纪念碑”
- 1951年11月11日——槟城喬治市亚依淡“槟榔屿华侨抗战殉职机工罹难同胞纪念碑”[8]
- 2013年8月13日——柔佛古来“南侨二战 抗日机工 罹难同胞 纪念碑”
- 2016年8月20日——建在砂拉越古晋祖师宫地段的「砂拉越华侨机工纪念碑」，列有93名砂拉越機工姓名。[9][10]
- 預計2019年年中完成——霹靂太平「南侨机工回国抗战纪念碑」[11]

中國

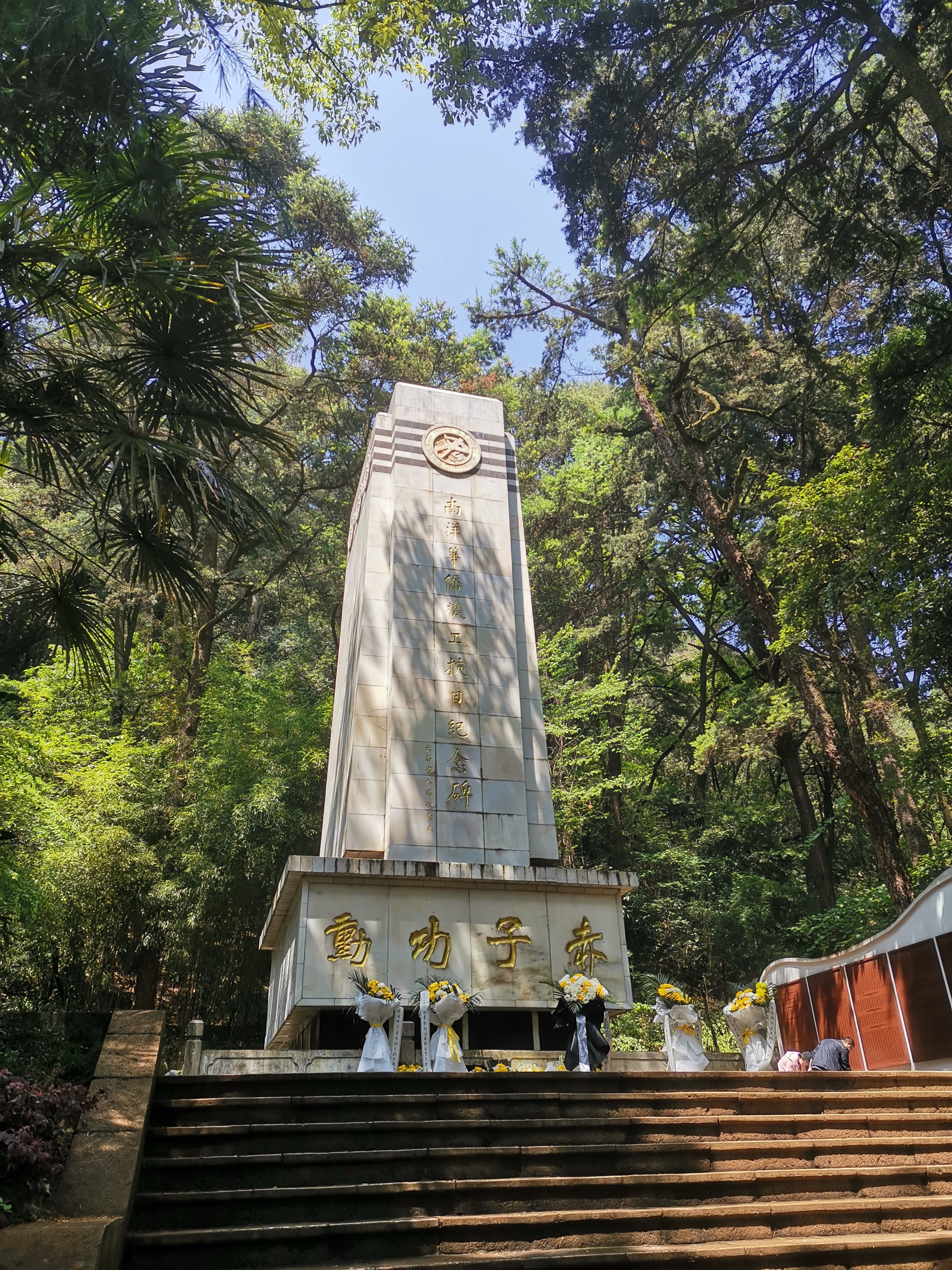
立于昆明西山森林公园的南洋华侨机工抗日纪念碑

- 1989年7月7日——雲南省昆明市西山森林公园“南洋华侨机工抗日纪念碑”[12]
- 2005年——雲南省德宏州瑞丽市畹町“南侨机工回国抗日纪念碑”[13]

新加坡
- 2013年3月4日——晚晴園（今孙中山南洋纪念馆）“南侨机工纪念雕塑”[14]

### 紀念館
中國

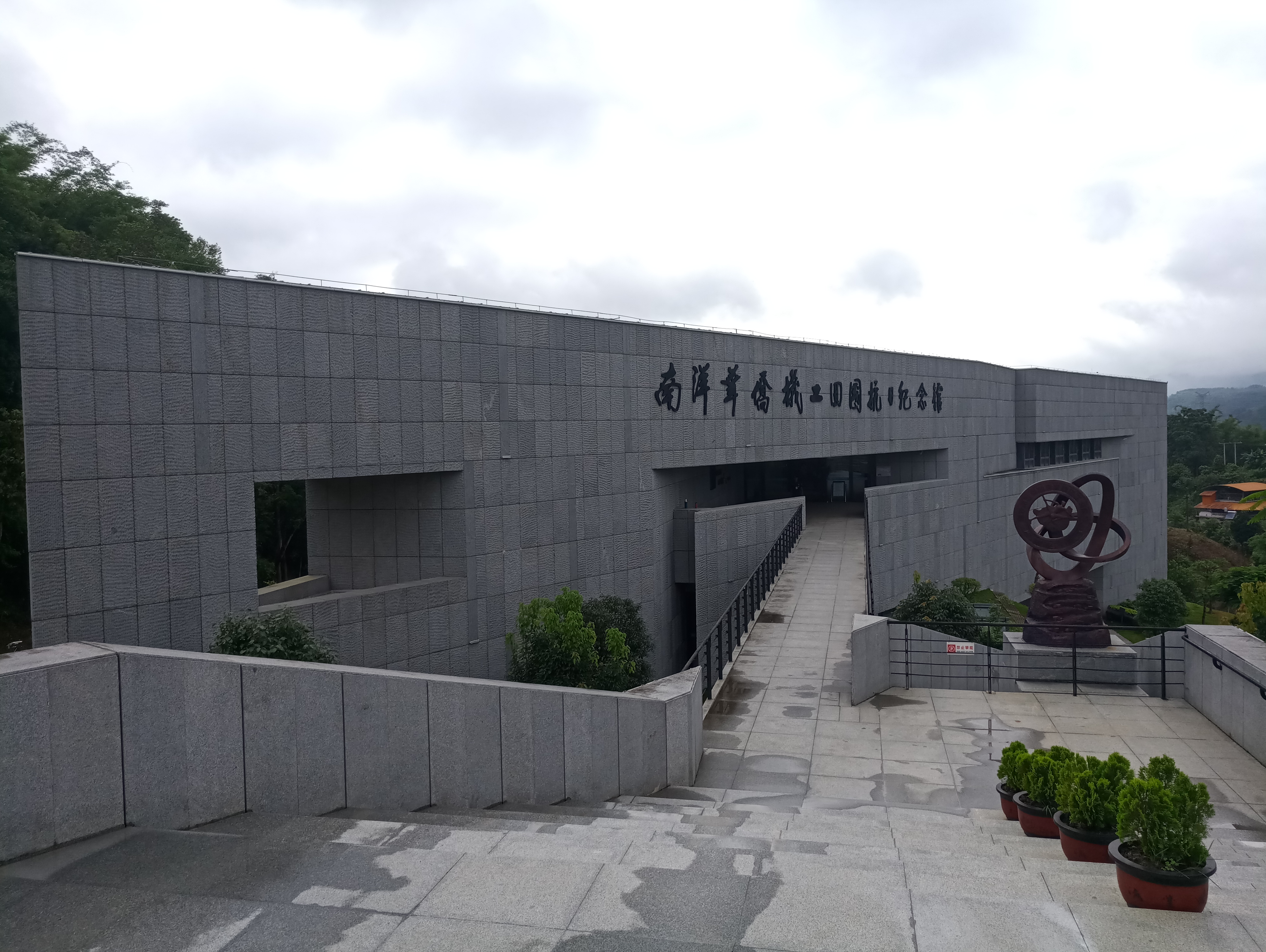
南侨机工回国抗日纪念馆

- 2017年7月7日——云南省德宏州瑞丽市畹町经济开发区山间，「南侨机工回国抗日纪念馆」[13]

### 紀念廳
馬來西亞
- 2014年1月1日——檳城喬治市市中心「南侨机工纪念展厅」，檳城阅书报社（今槟城孙中山纪念馆，创建于1908年12月19日）继2011年辛亥百年创设「孙中山纪念馆」後增设。[8]

## 著名後人

### 馬來西亞
- 機工倪枝祥：兩名孫子即地方發展部部長 (2022年起)、前國會下議院副議長（任期2018—2020年）倪可敏及前霹靂州议长（任期2018—2020年）倪可汉，兩人為堂兄弟[15][16]
- 機工楊媽富：孙女即青年及體育部部長 (2022年起)、前婦女部副部長（任期2018—2020年）楊巧雙[15][17]
- 丹斯里刘南辉：儿子是已下市公司伦敦饼干前主席刘国兴，孙子是集团首席执行员刘佑宗。[18][19]

## 影视作品

### 電影
- 2012年，《畹町桥》，昆明记忆工房、北京亚天盛世影视文化传播有限公司出品

### 電視劇
- 2015年，《南僑機工英雄傳》，中共云南省委宣传部、中华全国归国华侨联合会等制
- 2011年，《中國遠征軍》，华谊兄弟制

### 紀錄片
- 2016年，《彷佛前生——记南洋机工》，NTV7制
- 2014年，《南僑機工—被遺忘的衛國者》，昆明市委、市政府與中央電視臺紀錄頻道合拍

## 相關著作
- 2022年，《搜研路上：馬來西亞南僑機工歷史記錄》，劉道南、盧觀英合著，馬來西亞陳嘉庚基金，劉道南出版基金出版
- 2016年，《南洋華僑機工研究（1939-1946）》，夏玉清著，中国社会科学出版社
- 2016年，《南僑機工英名錄（上下）》，楊國賢、姚盈麗合著，中国华侨出版社
- 2015年，《南僑機工：南洋華僑機工回國抗戰紀實（簡體書）》，黃堯著，雲南人民出版社
- 2015年，《南僑機工：南洋華僑機工回國抗戰紀實》，黄惠、黃堯合著，雲南人民出版社
- 2015年，《烽火赤子心：滇緬公路上的南僑機工》，林少川著，新華出版社
- 1998年，《英雄的故事：砂拉越華僑抗日機工》，林韶華、房漢佳合著
- 1994年，《陳嘉庚與南僑機工》，林少川著
- 1983年，《抗日时期砂拉越华侨机工回国服务实录》，刘伯奎著，新加坡长夏出版社
- 1946年初版，《南僑回憶錄(上)(下)》，陈嘉庚著